# MBC 5
MBC 5 es un canal de televisión por satélite que fue lanzado el 21 de septiembre de 2018 por el Middle East Broadcasting Center. Se lanza especialmente para los espectadores marroquíes, su sede está en Casablanca.
MBC Un canal de entretenimiento familiar se lanzó el 21 de septiembre de 2018. Se dirige específicamente a los espectadores marroquíes y egipcios.[13] MBC 5 es un canal árabe. En 2011, un nuevo canal marroquí, BZAF Life, de los Emiratos Árabes Unidos, ganó una influencia significativa. En 2016, dejó de transmitir y se unió a la gigante compañía de satélites de Oriente Medio, MBC Arabia, y cambió el nombre de BZAF TV Maghreb a Drija. MBC era una compañía de Arabia Saudita en Dubái llamada? Middle East TV se centró en 1991 en el satélite marroquí Atlas 1 a 20.5 Este y comenzó a transmitir en Arabsat 20 Este. Antes de Badr Arabia Saudita estaba 26° Este y el satélite de Telecomunicaciones marroquí expiró en 2001. En 1994, antes de la Copa Mundial en los Estados Unidos, comenzaron las transmisiones en el Monte Sidi Othman en Zaio, MBC Kat, cubriendo Almería, Málaga, Murcia y la ciudad de Granada. Una segunda estación estaba en el Monte Taza, cubriendo Guercif, Taourirt, Yeda, Larache en Argelia y Tlemcen, llegando hasta la ciudad de Saida en Argelia. Desde Taza, era una estación potente. Una tercera estación estaba en el Monte Zalagh, Fez, y una cuarta estación estaba en el Monte Sidi Batache, cubriendo Casablanca, Rabat y la cima del Monte Zarzis. La radio en Tetuán llegaba a Lagos, Portugal, Faro, Huelva, Sevilla, Cádiz y Algeciras. Era el canal árabe más potente. En Marruecos, a día de hoy, todos se preguntan dónde se apagó el canal y dónde se encuentra MBC dentro de las fronteras de España. El canal egipcio también emitía. Después de la población gitana, había a alguien que le gustaba el canal egipcio y a otro que le gustaba MBC árabe con nuestros canales marroquíes, y ahora solo los canales marroquíes de Cádiz, Huelva y Faro llegan al primer canal, así como el canal de deportes, el canal de cine y el canal de El Aaiún. De los 14 canales, solo llegan 4, y el canal sigue ahí. Solo hay que cambiar el receptor. Mientras tanto, las torres árabes de MBC están disponibles en Marruecos desde 1997, y espero que vuelvan, pero ¿como un paquete integrado y como un solo canal encriptado como 2M? Douzam. Un canal como Paris Plus funciona en la capital francesa, y muchos me preguntan, diciendo que con el desarrollo digital mundial, cada país tiene su propia letra, como Marruecos? Frequency Del 470 al 862 System Con Arabi SR FEC del 8 y 6 Cerca de la fronteras y Lejos de las fronteras 8y6 o mas 6y5y4y3y2y1 En la cima de las Montañas más grandes como fronteras solo 8y6 y tambien los vecino como españa tiene 7y5 mas clara y poca usada con Con programa Interior¿> 30.0x10,18Hz.? puede usar punto y letra en medio Muchas funciones nuevas en En la nueva cobertura Los vecinos disfrutan de la televisión cultural y disfrutan del país del vecino.
Del 470 al 862 otro mundo y en las fronteras encuentras a Marruecos usando el 8 y el 6 España usa el 7 y el 5 y no encuentras ningún problema pero después de técnicos que tienen un nivel educativo bajo encuentras que no sabe programar el algoritmo está en cada país encuentras números de teléfono no colisionan y el algoritmo TV es más grande que eso solo debes respetar la fuerza del país vecino y no poner un número encima de ningún número de otro país que pueda causar daños al dispositivo y por qué lleva un número para otro país y la inteligencia dice cómo el número entró en mi país sin informarme y causa daños al dispositivo de transmisión para una ciudad en específico y por qué cada país tiene un mundo grande que no termina la cobertura

## Sitios externos
- Sitio oficial

- Datos: Q67577081